# Dorfkirche Kahla

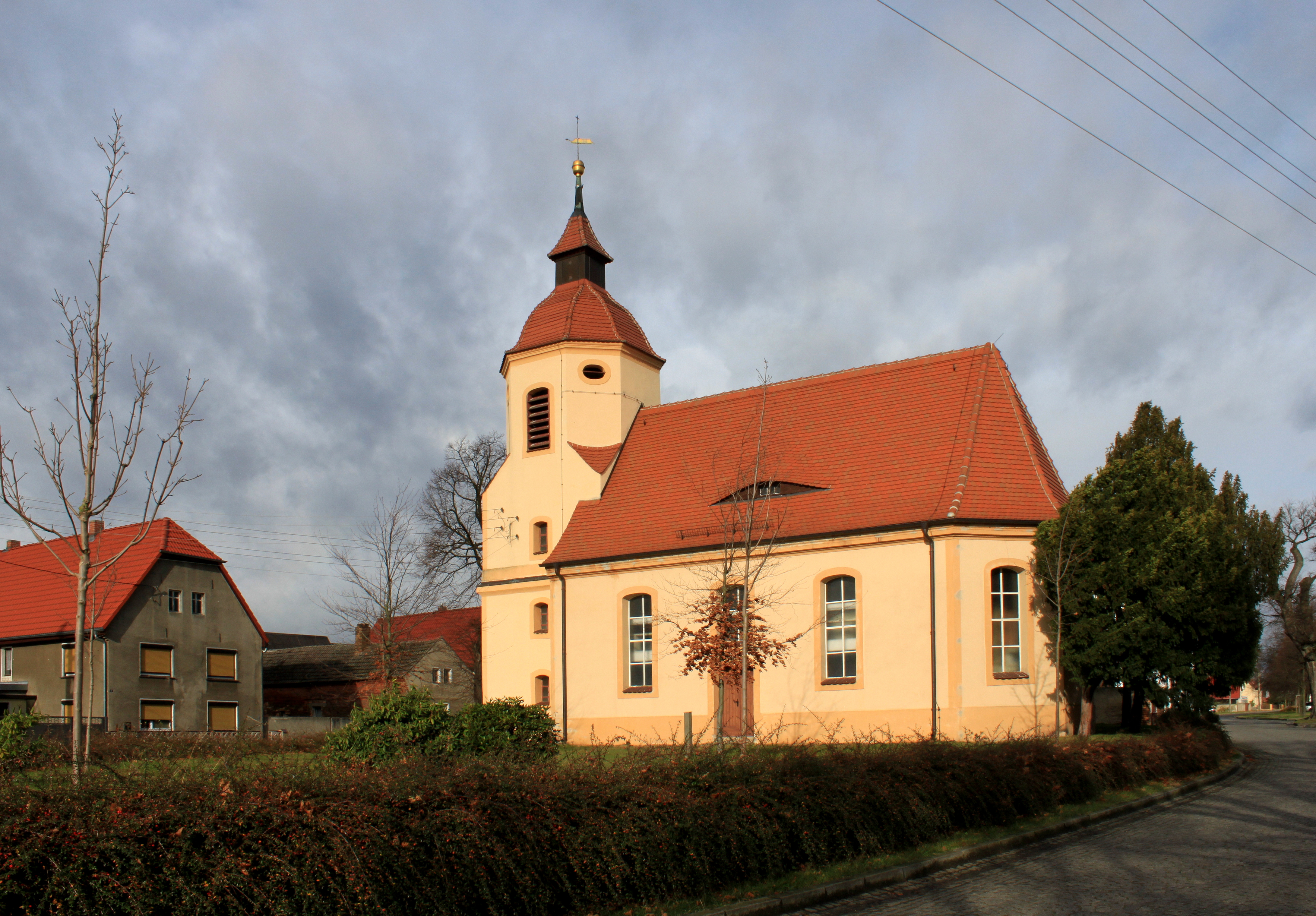
Dorfkirche Kahla

Die evangelische Dorfkirche Kahla ist ein denkmalgeschütztes Kirchengebäude im Ortsteil Kahla der Gemeinde Plessa im südbrandenburgischen Landkreis Elbe-Elster. Hier befindet sich der spätbarocke Kirchenbau in zentraler Lage im Ortszentrum auf dem Dorfanger.

## Baubeschreibung und -geschichte

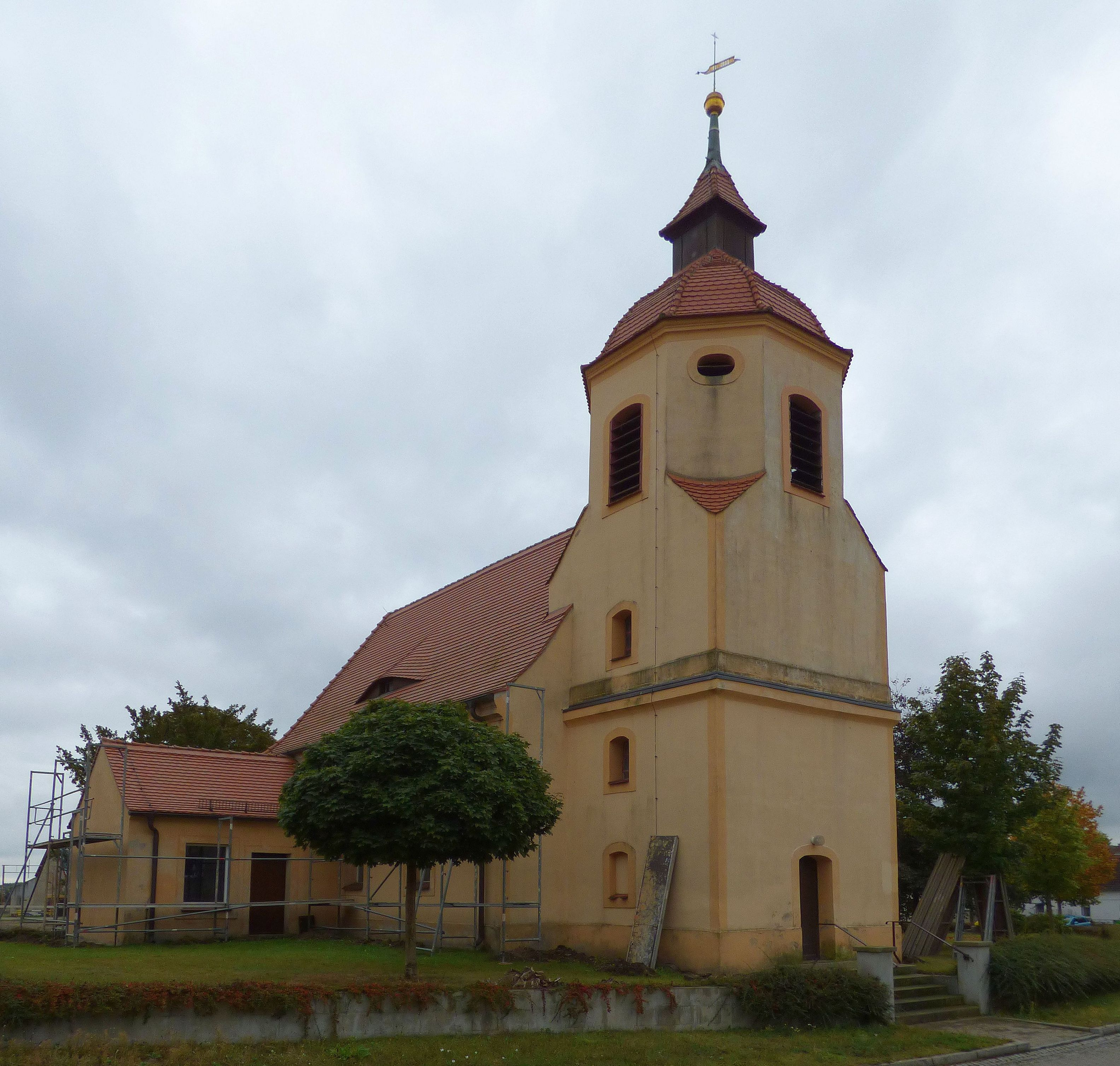
Sanierungsarbeiten (2016)

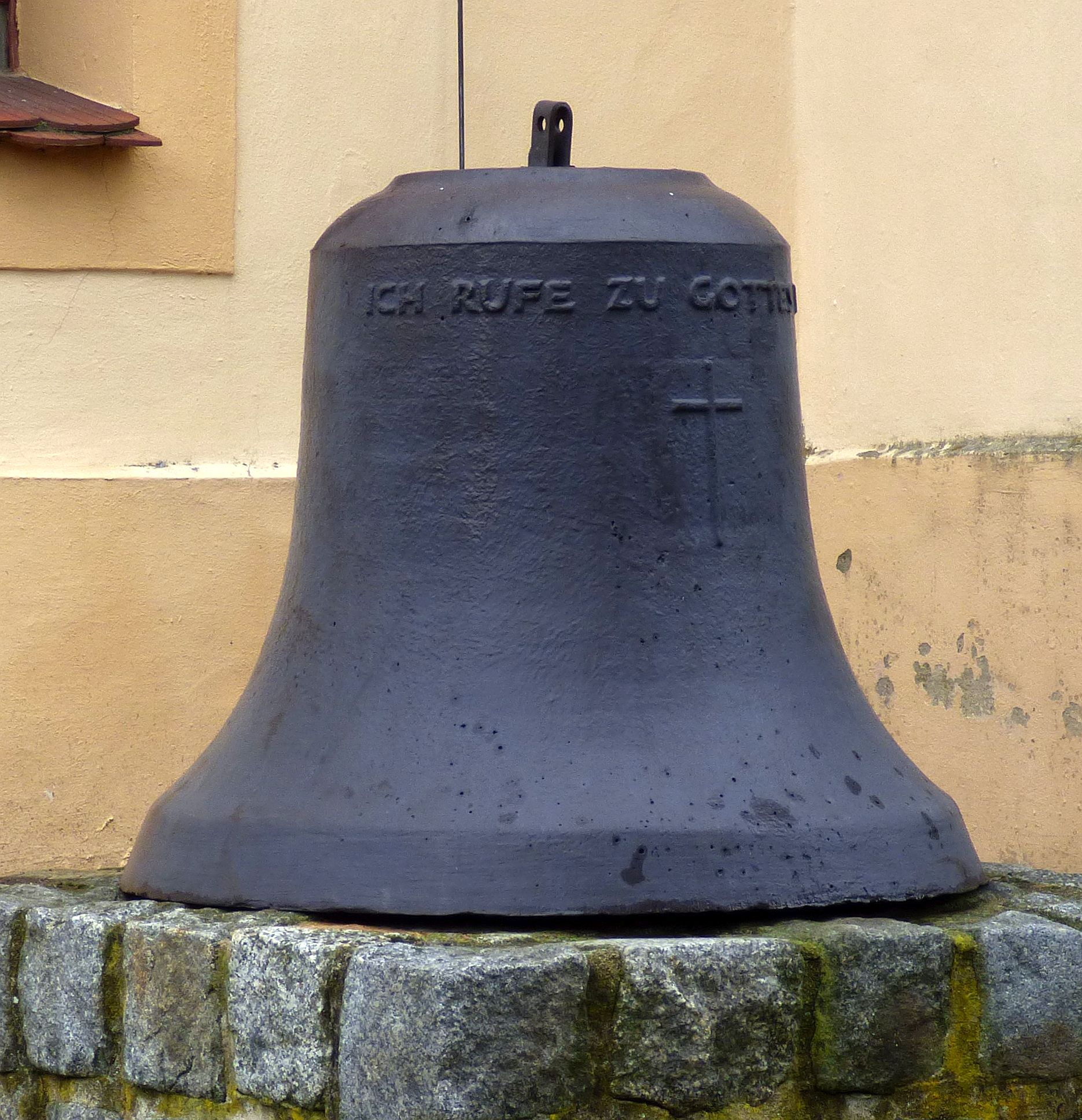
Auf dem Kirchhof stehende abgehängte Glocke aus dem Jahre 1955.

Bei der im Jahre 1811 im barocken Stil errichteten Kahlaer Dorfkirche handelt es sich um einen flachgedeckten Putzbau mit Satteldach. Sie besitzt einen dreiseitigen Ostschluss und im Westen einen quadratischen Kirchturm mit achtseitigem Oberteil, Schweifhaube und Laterne.
Die Kirche wurde anstelle einer hölzernen Kapelle errichtet, welche am 4. September 1804 zusammen mit einem Dreiviertel des Dorfes einem Brand zum Opfer fiel. In dieselbe Bauzeit fällt auch der Bau der Dorfkirche in Plessa, die 1811 ebenfalls durch einen Dorfbrand zerstört wurde und 1814 neu errichtet werden musste.
Daran, dass das Dorf Kahla bereits vor dem verheerenden Brand im Jahre 1804 mehrmals durch Feuer schweren Schaden nahm, erinnert seit 1811 alljährlich am 4. September, mit Ausnahme einer wohl durch den Ersten Weltkrieg verursachten Unterbrechung in der Zeit von 1914 bis 1934, in der Kirche eine Brandpredigt an diese Zeit. Ursprünglich gab es bereits seit 1765 in Kahla eine regelmäßige Brandpredigt, welche allerdings, wie ein vorhergehender Dorfbrand im Jahre 1762, im Juni stattfand.
Das Dorf Kahla gehörte ursprünglich wie Plessa zum Kirchspiel Elsterwerda und dessen Kirche war eine Filialkirche von Elsterwerda. Bis ins 18. Jahrhundert wurde im damals wendisch geprägten Ort durch den Elsterwerdaer Pfarrer Ertel noch in wendischer Sprache gepredigt. Bis zum 19. Jahrhundert blieb sie bei Elsterwerda. In dieser Zeit wurde in Plessa ein eigenes Pfarrhaus errichtet und es entstand das Kirchspiel Plessa. Zu diesem Kirchspiel gehörte neben Plessa selbst, auch die Kirche in Kahla. In der Gegenwart gehören zum, dem Kirchenkreis Bad Liebenwerda zugehörigen, Kirchspiel Plessa die Orte Kahla, Hohenleipisch, Döllingen, Gorden und Dreska.
Die Kirche wurde nach der Wende saniert, dabei erhielt sie unter anderem Innen und Außen einen neuen Anstrich. Nachdem sie im Januar 2007 durch den Orkan Kyrill schwer in Mitleidenschaft gezogen wurde, erfolgte in den Jahren 2007 und 2008 eine Sanierung der Dächer des Kirchenschiffs und des Kirchturms.
Um die Kirche weiter sanieren zu können, finden sporadisch Spendenaktionen in Form von Veranstaltungen, wie Konzerten oder Sammlungen statt.

## Ausstattung (Auswahl)
Das Innere der Kirche ist von einer hier vorhandenen Putzdecke sowie einer 1992 restaurierten Hufeisenempore geprägt. Des Weiteren sind hier ein bauzeitlicher hölzerner Kanzelaltar und eine aus dem 17. Jahrhundert stammende kelchförmige Sandsteintaufe zu finden.
Die heute in der Kirche vorhandene Orgel erhielt sie Anfang des 20. Jahrhunderts. Das Instrument wurde im Jahre 1910 vom Liebenwerdaer Orgelbauer Voigt erschaffen (op. 9). Die Orgel besitzt eine pneumatische Kegellade, zwei Manuale und sechs Register. Seit den schweren Schäden im Januar 2007 außer Betrieb genommen, erfuhr sie 2014 eine Sanierung durch die Firma Voigt und ist seit November 2014 wieder bespielbar.

## Gefallenendenkmal

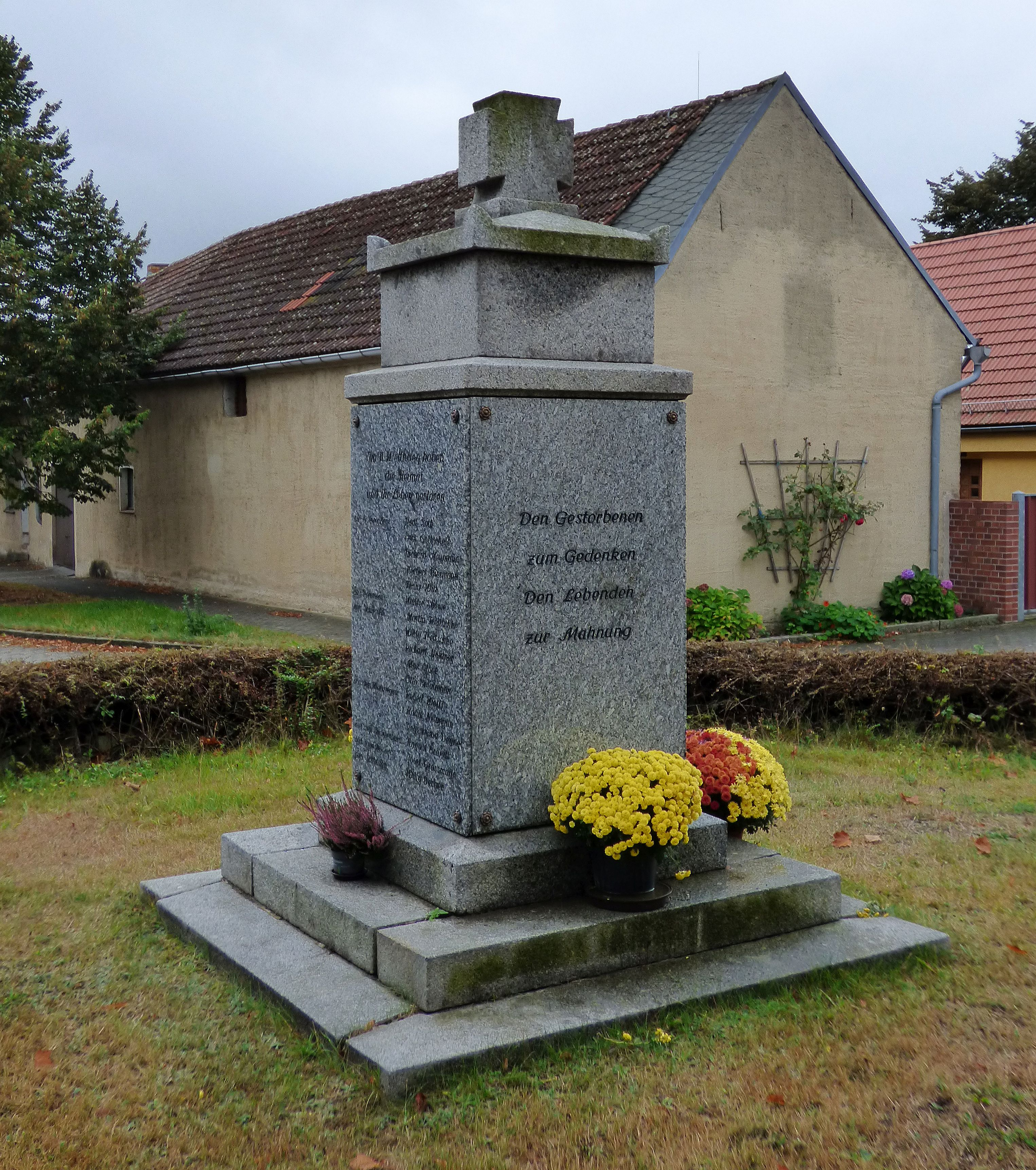
Gefallenendenkmal

In unmittelbarer Nachbarschaft der Kirche befindet sich ein Gefallenendenkmal zu Ehren der im Ersten und im Zweiten Weltkrieg gefallenen Dorfbewohner. Es besitzt die Form einer Stele auf einem dreistufigen Sockel. An den vier Seiten wurden polierte Granitplatten angebracht, welche die Namen der Opfer tragen.